# キャロル郡 (ケンタッキー州)
キャロル郡（英: Carroll County）は、アメリカ合衆国ケンタッキー州の北部に位置する郡である。2010年国勢調査での人口は10,811人であり、2000年の10,155人から6.5%増加した。郡庁所在地はキャロルトン市（人口3,938人）であり、同郡で人口最大の都市でもある。キャロル郡は、ケンタッキー川とオハイオ川が合流する地点に位置している。1838年に設立され、郡名はアメリカ独立宣言に署名し、1832年に署名者の最後の生き残りとして死亡したチャールズ・キャロルに因んで名付けられた

## 地理
アメリカ合衆国国勢調査局に拠れば、郡域全面積は137.27平方マイル (355.5 km2)であり、このうち陸地130.09平方マイル (336.9 km2)、水域は7.18平方マイル (18.6 km2)で水域率は5.23%である。

### 隣接する郡
- ジェファーソン郡 (インディアナ州) - 北、オハイオ川の対岸
- スウィッツァランド郡 (インディアナ州) - 北東、オハイオ川の対岸
- ギャラティン郡 - 東
- オーエン郡 - 南東
- ヘンリー郡 - 南
- トリンブル郡 - 西

## 人口動態
以下は2000年国勢調査による人口統計データである。
| 基礎データ - 人口: 10,155人 - 世帯数: 3,940 世帯 - 家族数: 2,722 家族 - 人口密度: 30人/km2（78人/mi2） - 住居数: 4,439軒 - 住居密度: 13軒/km2（34軒/mi2） 人種別人口構成 - 白人: 95.16% - アフリカン・アメリカン: 1.94% - ネイティブ・アメリカン: 0.23% - アジア人: 0.17% - 太平洋諸島系: 0.05% - その他の人種: 1.42% - 混血: 1.04% - ヒスパニック・ラテン系: 3.25% 年齢別人口構成 - 18歳未満: 25.3% - 18-24歳: 9.1% - 25-44歳: 29.9% - 45-64歳: 23.2% - 65歳以上: 12.5% - 年齢の中央値: 36歳 - 性比（女性100人あたり男性の人口） - 総人口: 101.2 - 18歳以上: 99.0 | 世帯と家族（対世帯数） - 18歳未満の子供がいる: 33.1% - 結婚・同居している夫婦: 52.4% - 未婚・離婚・死別女性が世帯主: 11.7% - 非家族世帯: 30.9% - 単身世帯: 25.3% - 65歳以上の老人1人暮らし: 10.1% - 平均構成人数 - 世帯: 2.51人 - 家族: 2.98人 収入と家計 - 収入の中央値 - 世帯: 35,925米ドル - 家族: 44,037米ドル - 性別 - 男性: 33,588米ドル - 女性: 20,974米ドル - 人口1人あたり収入: 17,057米ドル - 貧困線以下 - 対人口: 14.9% - 対家族数: 10.4% - 18歳未満: 19.8% - 65歳以上: 21.6% |

## 都市と町
| - キャロルトン - 郡庁所在地 - イングリッシュ - ゲント | - プレストンビル - サンダース - ワースビル |